# Uromyces pencanus
Uromyces pencanus ist eine Ständerpilzart aus der Ordnung der Rostpilze (Pucciniales). Der Pilz ist ein Endoparasit von Süßgräsern der Gattung Stipa und der Art Nassella chilensis. Symptome des Befalls durch die Art sind Rostflecken und Pusteln auf den Blattoberflächen der Wirtspflanzen. Sie ist im südlichen Südamerika verbreitet.

## Merkmale

### Makroskopische Merkmale
Uromyces pencanus ist mit bloßem Auge nur anhand der auf der Oberfläche des Wirtes hervortretenden Sporenlager zu erkennen. Sie wachsen in Nestern, die als gelbliche bis braune Flecken und Pusteln auf den Blattoberflächen erscheinen.

### Mikroskopische Merkmale
Das Myzel von Uromyces pencanus wächst wie bei allen Uromyces-Arten interzellulär und bildet Saugfäden, die in das Speichergewebe des Wirtes wachsen. Die blattoberseitig wachsenden, zylindrischen Aecien der Art besitzen 24–28 × 22–26 µm große, hyaline oder hellgebliche Aeciosporen mit warziger Oberfläche. Die zimtbraunen Uredien des Pilzes wachsen oberseitig auf den Wirtsblättern. Ihre hell zimtbraunen Uredosporen sind 26–30 × 23–27 µm groß, zumeist breitellipsoid und stachelwarzig. Die blattoberseitig wachsenden Telien der Art sind schwarzbraun, pulverig und früh unbedeckt. Die kastanienbraunen Teliosporen sind einzellig, in der Regel eiförmig bis oval und 27–34 × 21–25 µm groß. Ihre Stiele sind farblos bis bräunlich und bis zu 70 µm lang.

## Verbreitung
Das bekannte Verbreitungsgebiet von Uromyces pencanus umfasst Chile und Argentinien.

## Ökologie
Die Wirtspflanzen von Uromyces pencanus sind für den Haplonten wie für den Dikaryonten Nassella chilensis sowie diverse Federgräser (Stipa spp.). Der Pilz ernährt sich von den im Speichergewebe der Pflanzen vorhandenen Nährstoffen, seine Sporenlager brechen später durch die Blattoberfläche und setzen Sporen frei. Die Art verfügt über einen Entwicklungszyklus mit Spermogonien, Aecien, Telien und Uredien und vollzieht einen Wirtswechsel.

## Bedeutung
In Neuseeland wird Uromyces pencanus probeweise zur biologischen Schädlingsbekämpfung gegen Nassella neesiana verwendet.